# Heinrich Schmidt (Richter)
Karl Ludwig Theodor Heinrich Schmidt (* 11. Juni 1856 in Hungen; † 29. April 1927  in Leipzig) war Vorsitzender des Staatsgerichtshofs zum Schutz der Republik und Senatspräsident beim Reichsgericht.

## Leben
Schmidt studierte Rechtswissenschaft an der Hessischen Ludwigs-Universität. 1874 wurde er im Corps Hassia Gießen aktiv. Er wurde promoviert. Ab 1876 war er im Justizdienst Hessen-Darmstadts, 1880 wurde er Amtsanwalt und 1882 Amtsrichter in Worms. 1885 ernannte man ihn zum Staatsanwalt in Darmstadt, 1892 wurde er Landrichter in Mainz. 1894 wurde er zum Landgerichtsrat befördert. 1. Staatsanwalt in Mainz wurde er 1896 und ein Jahr später zum Oberstaatsanwalt ernannt.
1905 kam er an das Reichsgericht. Als Reichsgerichtsrat war er im I. Strafsenat tätig. 1921 wurde er Senatspräsident des II. Strafsenats. Schmidt war Vorsitzender der Leipziger Prozesse gegen deutsche Kriegsverbrecher. 1922 ernannte man ihn zum stellvertretenden Vorsitzenden des Staatsgerichtshofs zum Schutz der Republik. Von Januar 1923 bis zum August 1924 war er Vorsitzender des Staatsgerichtshofs. Schmidt führte den Vorsitz in der Verhandlung gegen Hanns Hustert und Karl Oehlschläger, die ein Attentat mit Blausäure auf Philipp Scheidemann verübt hatten. Er trat 1924 aus gesundheitlichen Gründen in den Ruhestand.

## Werke
- Repetitorium des Kirchenrechts. Druck und Verlag der Roßberg’schen Buchhandlung 1884.